# Zonitis punctipennis
Zonitis punctipennis är en skalbaggsart som först beskrevs av Leconte 1880.  Zonitis punctipennis ingår i släktet Zonitis och familjen oljebaggar.

## Underarter
Arten delas in i följande underarter:
- Z. p. punctipennis
- Z. p. californica